# Ингольф Арнарсон
Ингольф Арнарсон (Ингольф, сын Эрна; Ингульф, Ингольв; исл. Ingólfur Arnarson) — знатный норвежец, в конце IX века переселившийся в Исландию со своей дружиной и основавший на острове первые поселения.

## Биография
История Ингольва описана в «Книге о заселении земли», называющей его «самым знаменитым из всех первопоселенцев, поскольку он прибыл в необитаемую страну». Он и его троюродный брат Хьёрлейв были вынуждены оставить Норвегию в 874 году из-за распри с ярлом Атли Тощим. В Исландию родичей направили предсказания, полученные Ингольвом. Хьёрлейв после первой же зимовки был убит своими рабами-ирландцами, но Ингольв отомстил за него. Обжившись на новом месте (в Заливе Дымов (ныне там расположен Рейкъявик)), Ингольв пригласил и других норвежцев последовать за собой. Во времена составления «Книги о заселении Исландии» имя Ингольва носили гора и мыс.

## Семья
Ингольв был женат на Халльвейг, дочери Фроди и сестре Лофта Старого. Их сыном был Торстейн, учредивший первый в Исландии тинг и ставший предком многих знатных людей. Упоминается также сестра Ингольва Хельга, из-за которой началась распря с Атли Тощим.